# Orolestes durga
Orolestes durga là loài chuồn chuồn trong họ Lestidae. Loài này được Lahiri mô tả khoa học đầu tiên năm 1987.